# Compliancia pulmonar
La compliancia es la distensibilidad (propiedad que permite el alargamiento o distensión de una estructura) pulmonar determinada por su cambio de volumen con la presión. Su medición puede ser útil en fisiopatología respiratoria para intentar detectar precozmente diversas enfermedades. En fumadores puede detectar la futura aparición de enfisema pulmonar al señalar muy precozmente (antes de que se altere el índice de Tiffeneau) sus alteraciones iniciales.

## Compliancia y elastancia
Si se registra durante la ventilación pulmonar la relación entre presión y volumen se obtiene en la gráfica un lazo que es la compliancia dinámica. La rama del lazo que está cerca del eje X representa inspiración y la del eje Y la espiración. Por ello hay parada respiratoria en los puntos extremos y es en ese momento cuando se puede medir la que se llama compliancia estática.
Si unimos ambos puntos de inversión, de parada o pausa ventilatoria, podemos obtener la compliancia de cualquier instante del ciclo, o de su valor inverso que se denomina elastancia.
{\displaystyle Compliancia={\frac {\Delta V}{\Delta P}}}
{\displaystyle Elastancia={\frac {\Delta P}{\Delta V}}}
C = variación de volumen/variación de la presión
E = variación de la presión/ variación de volumen

## Obtención del registro gráfico
No se mide la presión intratorácica directamente pues el método tendría que ser necesariamente cruento. Por ello se mide una aproximación que es la presión intraesofágica, mediante balón y sonda deglutidos .
Se usa un neumotacógrafo con electromanómetro, un amplificador y un galvanómetro que está conectado al aparato de registro gráfico, midiéndose así la diferencia de presión entre la pleura (en realidad el esófago) y la boca.
Por otra parte se va obteniendo el volumen ventilado con un espirómetro conectado mediante una boquilla a la boca: los movimientos del espirómetro se transmiten al registrador de lazos.
Habitualmente el volumen registrado se indica en las ordenadas y la sucesión de presiones sobre las abscisas.
El valor del peak-flow o pico de flujo es dependiente del esfuerzo que realiza el paciente y de la cuantía de la obstrucción.
La FVC es dependiente de la existencia de un patrón pulmonar restrictivo.

## Significado pronóstico y preventivo
Mientras en la fibrosis pulmonar (por neumoconiososis, enfermedades autoinmunes etc.), aún en fase inicial aumenta la elastancia y disminuye la compliancia, por el contrario en el enfisema aumenta la compliancia y disminuye la elastancia desde mucho antes de que haya síntoma alguno.
La parte de la curva comprendida entre el 75 % y el 25 % de la capacidad vital depende de las pequeñas vías aéreas y su alteración informa de un incipiente desarrollo de enfisema, lo que implica, de no remediarse, el pasar los últimos años de vida conectado a una bombona de oxígeno (están disminuidos los flujos correspondientes MEFR 25 y MEFR 75).
Su utilidad viene limitada sobre todo por requerir equipos muy especializados y porque es un test molesto y no es fácil convencer a un fumador, aún asintomático, de la conveniencia de realizar una prueba, de no escasa duración, con una sonda intraesofágica.
Según los criterios habituales de coste/beneficio se suele considerar más rentables los programas de desintoxicación antitabáquica. Por otro lado el test tiene una sensibilidad limitada y solo hace screening del posible enfisema futuro y no de las otras enfermedades ocasionadas por el tabaco (patología tumoral por el alquitrán, cardiaca por la nicotina y otras).
La prueba puede señalar también la respuesta a los fármacos (generalmente betabloqueantes) si la realizamos dos veces: antes y después de su administración con lo que podemos visualizar la mejoría en las gráficas obtenidas.
- Datos: Q2990558